# Jagdstaffel 3
Unitatea regală prusacă Jagdstaffel 3 a fost o escadrilă de lupta a Luftstreitkräfte, forța aeriană a Armatei Imperiale Germane în timpul Primului Război Mondial. Ea a fost fondată pe 10 august 1916 la Flieger Ersatz Abteilung 5 din Braunschweig, Germania, ca una dintre primele escadrile, care au format Luftstreitkräfte. Unitatea a existat până la Armistițiul din 11 noiembrie 1918, fiind creditată cu cel puțin 83 de victorii aeriene și suferind următoarele pierderi umane: 16 piloți uciși în acțiune, 4 uciși în accidente, 1 pilot luat prizonier de război și doi piloți răniți.

## Istoric
La numai trei săptămâni după fondarea sa, Jasta 3 a primit misiunea de a sprijini Armata a 2-a, când aceasta a ajuns la Vraignes, în apropiere de Peronne. În martie 1917 a fost detașată la Guesnain, aproape de Douai, trecând sub controlul Armatei a 6-a. Deplasarea sa la Rumbeke în iulie 1917 a determinat încorporarea unității în Jagdgruppe 15, împreună cu Jasta 8, Jasta 26 și Jasta 27. JG 15 a fost comandată de căpitanul Constantin von Bentheim și a oferit sprijin aerian Armatei a 4-a. Ulterior, la 5 februarie 1918, Jasta 3 a fost repartizată în cadrul unității Jagdgruppe 9, împreună cu Jasta 28 și Jasta 37 (unitățile componente se vor modifica în decursul timpului). Oberleutnant-ul Kohze a comandat atât escadrila, cât și unitatea de comandă superioară. În iulie 1918, Jasta 3 acționa la Blaise în sprijinul Armatei a 3-a. Această escadrilă a făcut parte în final din Armata a 19-a.

## Ofițeri comandanți (Staffelführer)
- Locotenentul Ewald von Mellinthin: 10 august 1916 – 12 septembrie 1916
- Locotenentul Alfred Mohr: 12 septembrie 1916 – 1 aprilie 1917
- Locotenentul major Herman Kohze: 1 aprilie 1917 – 4 septembrie 1918
- Locotenentul Georg Weiner: 5 septembrie 1918 – 11 noiembrie 1918[1]

## Aerodromuri militare
- Braunschweig, Germania: 10 august 1916 – 1 septembrie 1916
- Vraignes, Franța: 1 septembrie 1916 – 4 noiembrie 1916
- Fontaine-Uterte, Franța: 5 noiembrie 1916 – 20 martie 1917
- Guesnain, Franța: 21 martie 1917 – 11 iulie 1917
- Houplin, Franța: 12 iulie 1917 – 19 iulie 1917
- Rumbeke, Belgia: 20 iulie 1917 – 16 septembrie 1917
- Guise, Franța: 17 septembrie 1917 – 19 septembrie 1917
- Rumbeke, Belgia: 20 septembrie 1917 – 16 octombrie 1917
- Wynghene, Belgia: 17 octombrie 1917 – 12 martie 1918
- Briastre, Franța: 13 martie 1918 – 23 martie 1918
- Mons-en-Chaussée, Franța: 24 martie 1918 – 10 aprilie 1918
- Ingelmünster, Belgia: 11 aprilie 1918 – 3 mai 1918
- Rumbeke, Belgia: 4 mai 1918 – 5 iunie 1918
- Falvy, Franța: 6 iunie 1918 – 8 noiembrie 1918
- Blaise, Franța: 9 iulie 1918 – 7 septembrie 1918
- Brut-Tanchen, Mörchingen, Germania: 8 septembrie 1918 – 11 noiembrie 1918[2]

## Personal
Printre așii care au servit în această escadrilă sunt următorii piloți notabili:
- Carl Menckhoff
- Julius Schmidt
- Georg Schlenker
- Kurt Wissemann
- Georg Weiner[3]

## Aeronave și operațiuni
La momentul înființării escadrilei au fost folosite aeronave Halberstadt D. III. Ulterior au fost achiziționate aeronave Albatros D. III și Albatros D. V.